# Széchenyiové
Széchenyiové nebo Széchényiové (maďarsky Széchenyi család a ve starší češtině též Sečenští, [seːʧeːɲi]IPA), je uherský šlechtický rod, jehož členové zejména v 19. století hráli významnou úlohu při kulturní, ekonomické a technologické emancipaci moderního maďarského národa.

## Historie

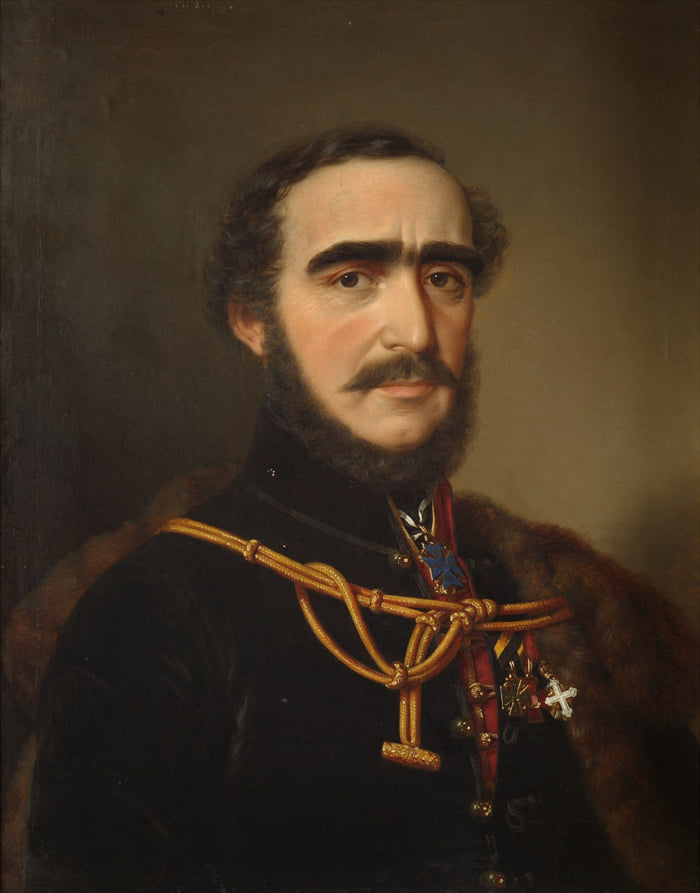
Hrabě Štěpán (István) Széchenyi (1791–1860), uherský státník a "hrdina svobody"

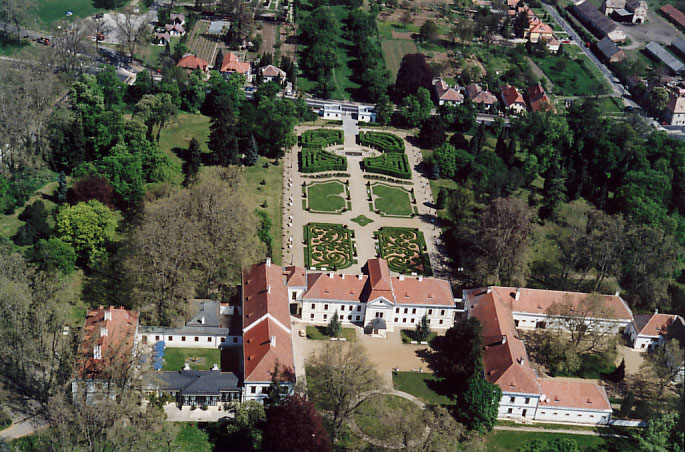
Zámek Széchenyi v Nagycenku

Původním rodovým sídlem, které dalo název tomuto rodu, byla obec Sečeň (maďarsky Szécsény) v severním Maďarsku, nedaleko slovenských hranic. Prvním významným členem byl György Széchenyi (Jiří Sečenský, 1592–1695), arcibiskup ostřihomský primas Hungariae. Jeho synovec, Jiří II. Széchényi byl roku 1697 povýšen do hraběcího stavu rukou císaře Leopolda I.
Hrabě Ferenc Széchényi (1754–1820) byl maďarský vlastenec, silně ovlivněný osvícenstvím, ale také romantismem. Věnoval se uherské a maďarské historii, založil Maďarské národní muzeum a národní knihovnu, které nesou jeho jméno. Jeho syn István Széchenyi (1791–1860) vstoupil brzy do rakouské armády a vyznamenal se v napoleonských válkách. Od roku 1826 žil v západní Evropě a vypracoval obsáhlý program politických, hospodářských a sociálních reforem, který se stal programem maďarského boje za nezávislost. V první uherské demokratické vládě (1848–1849) byl ministrem dopravy.

## Současnost
Na mnoha místech v Maďarsku lze najít ulice či náměstí, mosty i veřejné instituce, pojmenované zejména po nejvýznamnějším členovi rodu, hraběti Štěpánu (Istvánu) Széchenyiovi (1791–1860). Nejznámější je Széchenyi lánchíd [séčeni lánc-híd], visutý most přes Dunaj v Budapešti.

## Osobnosti rodu
Někteří významní členové rodu:
- Hrabě Antonín Széchényi (Antonín Sečenský, Antal Széchényi) (1714–1767), stavitel zámku v Nagycenku

1. Hrabě Ferenc Széchényi (František Sečenský) 1754–1820)[1], zakladatel Maďarského národního muzea a Maďarské národní knihovny. Měl 6 dětí:
  1. Ludvík Maria Alois (1781–1855), c.k. tajný rada, komoří, nejvyšší hofmistr arcivévodkyně Žofie[1], ten měl 9 dětí:
    1. Jan Nepomuk (1802–1874), c.k. komoří
      1. Alexandr (Sándor) (1837–1913), c.k. tajný rada, místopředseda Sněmovny magnátů
        1. Bertalan (1866–1943), c.k. komoří, místopředseda Horní sněmovny Maďarského království (1936–1943)
        2. Ludwig (Lájos) (1868–1919), rakousko-uherský diplomat, vyslanec v Bulharsku a Holandsku

    2. Emerich Széchényi (1825–1898)[1], rakousko-uherský diplomat, velvyslanec v Německu, měl 4 děti:
      1. Dénes Széchényi (1866–1936); ⚭ 1896 Emilie de Riquet hraběnka de Caraman-Chimay (1871–1944)[1]
      2. László Széchényi (1879–1938); ⚭ 1908 Gladys Moore Vanderbiltová (1886–1965)[1]

    3. Dénes Széchenyi, (1828–1892)[1] uherský diplomat; měl 4 děti:
      1. Viktor Széchenyi (1871–1945)[1], uherský politik. Měl 5 dětí:
        1. Hrabě Zsigmond Széchenyi (Zikmund Sečenský, 1898–1967)[1], lovec divoké zvěře, zoolog a cestopisec

  2. Františka Batthyányová (1783–1861)[1], roz. Széchenyiová, zakladatelka kláštera sv. Vincenta v Pinkafeldu
  3. Hrabě István Széchenyi (Štěpán Sečenský,1791–1860)[1]
    1. Béla Széchenyi ze Sárvár-Felsövidéku (1837–1918)[2], cestovatel-průzkumník v Severní Americe, Alžírsku a Jihovýchodní Asii
    2. Ödön István Széchenyi (Edmont Štěpán Sečenský, 1839–1922)[1], politik a průkopník hasičství v Uhersku[3]; měl 5 dětí:
      1. Andor Széchenyi (Ondřej Széchenyi,1865–1907)[1], cestovatel-průzkumník v jižním Tichomoří, Africe a východní Asii
      2. Bálint Emil Richard Peter Széchenyi (1893–1954)[1]; měl 4 děti:
        1. Beatrix Marie Széchényiová ze Sárvár-Felsövidéku (* 1930), matka princezny Glorie z Thurn-Taxisu

Z jedné z vedlejších linií rodu Széchényiů ze Sárvár-Felsövidéku pocházel také biskup ve Velkém Varadíně (Oradea Mare), Mikuláš Széchényi ze Sárvár-Felsövidéku (Mikuláš Sečenský, 1868–1923).

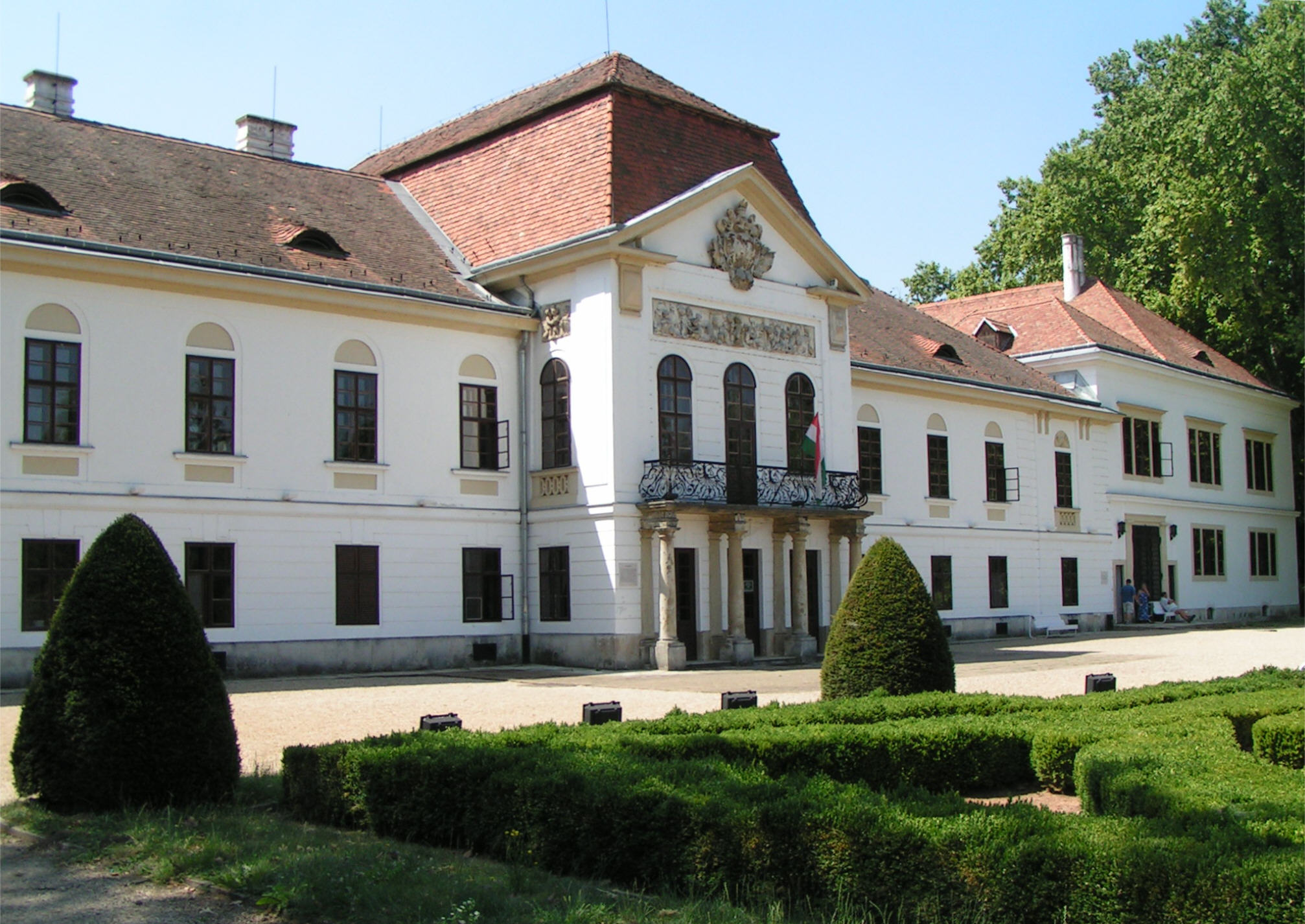
Zámek Széchenyi
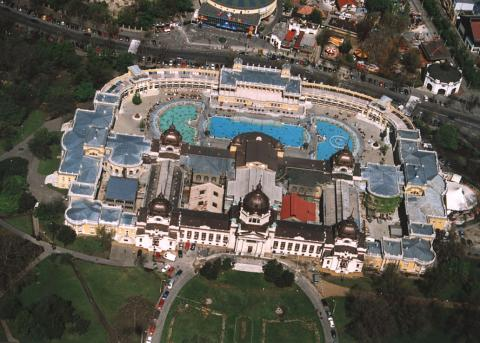
Széchenyiho termální lázně v Budapešti
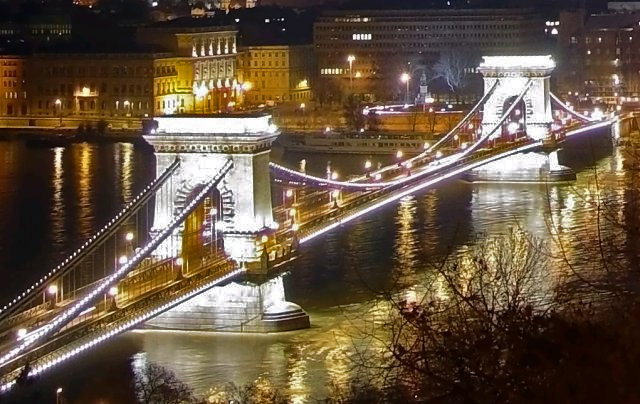
Széchenyiho řetězový most v Budapešti